# Dovadola
Dovadola – miejscowość i gmina we Włoszech, w regionie Emilia-Romania, w prowincji Forlì-Cesena.
Według danych na rok 2004 gminę zamieszkiwały 1583 osoby, 41,7 os./km².